# بوربور (کرمانشاه)
بوربور روستایی از توابع بخش کوزران در شهرستان کرمانشاه در استان کرمانشاه ایران است.                                                  این روستا منشا و مرکز ایل بوربور در استان تهران است.            از آنجا که مردم این منطقه دارای مهارت رزمی فراوان،دارای قدبلند و تنومند بودند از بزرگان نقل است که کرد های این روستا در زمان شاه عباس صفوی به شهرستان های جنوب استان تهران به دلیل دفع هجوم ازبک ها کوچ یا تبعید شده اند.                     کرد ها در استان تهران،شهرستان های ورامین،دماوند،پاکدشت و پیشوا را برای سکونت انتخاب کردند که همگی از یک نژاد و از یک ریشه هستند.                                                                    بوربور ها در شهرستان دماوند به طایفه های کریمی،محمد حسینی،بوربوری،میرزاکریمی،ولیخانی شناخته میشوند و مرکزیت این ایل در شهرستان دماوند با روستای گرمابسرد شناخته میشود.                                                        شهرستان ورامین را میتوان میزبان اولیه بوربور ها در استان تهران نام برد.                                                                        طایفه های ایل بوربور در این شهرستان به طایفه های بوربور،بوربور شیرازی،کریمی و میرزا کریمی شناخته میشوند.      شهرستان پاکدشت به دلیل زمین های حاصلخیز و آب فراوان برای کشاورزی گزینه بسیار خوبی برای سکونت بوربور ها بود که طایفه های این ایل در شهرستان پاکدشت به بوربور،بوربور اژدری،کریمی،بوربور صاحب جمعی،اژدری،بوربورکریمی شناخته میشوند که مرکزیت آن روستاهای ابراهیم اباد،قرمزتپه نیز می‌باشد.                                                                     
جمعیت این روستا در دهستان سنجابی قرار دارد و بر پایه سرشماری مرکز آمار ایران در سال ۱۳۸۵، جمعیت آن ۳۲۰ نفر (۶۸ خانوار) بوده‌است.